# Botanophila endotylata
Botanophila endotylata este o specie de muște din genul Botanophila, familia Anthomyiidae, descrisă de Deng, Li și Liu în anul 1996.
Este endemică în Sichuan. Conform Catalogue of Life specia Botanophila endotylata nu are subspecii cunoscute.